# Under the Dome (Dokumentarfilm)
Under the dome (chinesisch 穹顶之下, Pinyin qióngdǐng zhī xià – „Unter der Glocke“) ist ein chinesischer Dokumentarfilm aus dem Jahr 2015. Die Journalistin Chai Jing beschäftigt sich darin mit den Ursachen und Auswirkungen des heftigen Smogs, der sich in China wie eine Glocke über zahlreiche Städte legt. Nach wissenschaftlichen Schätzungen sterben in China jährlich 350.000 bis 500.000 Menschen an den Folgen der Luftverschmutzung.
Der Titel Under the dome ist eine Anleihe bei dem gleichnamigen Science-Fiction-Roman von Stephen King und an eine ebenfalls gleichnamige Fernsehserie aus den USA. Stilistisch orientiert Chai Jing am Dokumentarfilm Eine unbequeme Wahrheit, in dem sich Al Gore und Davis Guggenheim mit dem Klimawandel befassen.
Unter der Glocke wurde am 28. Februar 2015 auf der chinesischen Video-Plattform Youku veröffentlicht. Die Volkszeitung Renmin Ribao berichtete auf der Titelseite. Innerhalb von 48 Stunden wurde der Dokumentarfilm allein auf der chinesischen Internet-Plattform Tencent über 126 Millionen Mal aufgerufen. Insgesamt gab es mindestens 200 Millionen Abrufe. Der designierte Umweltminister Chen Jining signalisierte kurz vor seiner Amtseinführung seine Unterstützung für das Anliegen. Am 6. März, unmittelbar vor dem Nationalen Volkskongress, entfernte die staatliche Zensurbehörde den Film vollständig aus dem chinesischen Internet.
Chai Jing finanzierte die Produktionskosten vollständig aus privaten Mitteln. Ihre eigene Tochter wurde im Jahr 2006 mit einem gutartigen Tumor geboren. Den Grund hierfür sahen die Ärzte in der enormen Luftverschmutzung.